# Arboretum Arnold
L'arboretum Arnold est un arboretum situé à Boston (États-Unis) dans les quartiers de Jamaica Plain et Roslindale, qui s'étend sur 114 hectares. Ce parc a été fondé en 1872 dans le cadre d'un partenariat public-privé entre la ville de Boston et l'université Harvard. Il a été dessiné en collaboration avec l'architecte-paysagiste américain, Frederick Law Olmsted. Il constitue un maillon important de l’Emerald Necklace (le « Collier d'émeraude ») qui relie les différents parcs publics de la ville. 
L'arboretum Arnold est ouvert au public gratuitement, tous les jours de l'année du lever au coucher du soleil.
Il comprend plus de 15 000 spécimens de plantes, représentant près de 4 000 taxons, principalement de ligneux des régions tempérées, notamment du Nord-Est des États-Unis et de l'Est de l'Asie.
L'arboretum Arnold est membre du BGCI (Botanic Gardens Conservation International, association internationale de jardins botanique pour la conservation) et du Plant Collections Network (PCN, réseau nord-américain de collections de plantes) grâce à ses collections nationales de six genres : Acer (74 taxons), Carya (16 taxons), Fagus (23 taxons), Stewartia (11 taxons), Syringa (238 taxons), Tsuga (72 taxons).
Son code de reconnaissance international comme institution botanique (dans le BGCI), et comme code de son herbier est « AAH ». 
L'arboretum porte le nom de James Arnold (1781–1868), commerçant de produits baleiniers, qui légua une partie de sa fortune au collège de Harvard en demandant la création d'un arboretum portant son nom et qui rassemblerait, autant que possible, tous les arbres et arbustes cultivables en plein air.

## Collections
Selon le rapport annuel 2016, la collection de plantes vivantes comprenait cette année-là 14 562 plantes appartenant à 10 589 accessions représentant 3 828 taxons dont 2 130 espèces,  l'accent étant mis sur les plantes ligneuses d'Amérique du Nord et d'Asie de l'Est. 

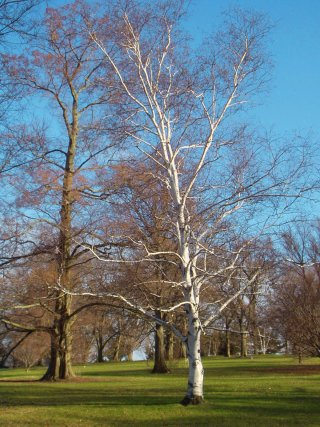
Spécimen de bouleau (Betula sp.).

Les collections historiques comprennent des plantes provenant de l'est de l'Asie introduites par Charles Sprague Sargent, Ernest Henry Wilson, William Purdom, Joseph Hers et Joseph Rock. Parmi les introductions récentes de plantes asiatiques figurent celles résultant de l'expédition de l'arboretum Arnold Arboretum effectuée en 1977 au Japon et en Corée, de l'expédition botanique conjointe sino-américaine de 1980 dans l'ouest de la province de Hubei et d'expéditions plus récentes en  Chine et à  Taïwan.
Parmi les collections de l'arboretum, se détachent particulièrement celles des Acer, Fagus, Carya, Forsythia, Lonicera, Magnolia, Malus, Quercus, Rhododendron, Syringa et Tsuga.
Parmi les autres collections, on peut citer celle des roses Bradley, la collection de conifères et de conifères nains, et la collection de bonsaïs de Larz Anderson. Environ 500 accessions nouvelles sont enregistrées chaque année.

## Collaborations institutionnelles
L'arboretum Arnold est membre institutionnel de l' « American Public Garden Association » (Association américaine des jardins publics) et de l'« International Association of Botanic Gardens and Arboreta » (Association internationale des jardins botaniques et arborétums). En outre, des membres de son équipe sont associés à de nombreuses organisations botaniques et horticoles, tant nationales qu'internationales. 
L'arboretum lui-même coopère en tant qu'institution avec le « Center for Plant Conservation » (CPC), et est aussi un membre actif du « Plant Collections Network » et responsable de la conservation au niveau national des collections des genres : Acer, Carya, Fagus, Stewartia, Syringa et Tsuga aux fins de préservation, évaluation et de recherche. L'arboretum est également membre du « North America-China Plant Exploration Consortium » (NACPEC, Consortium d'exploration des plantes Amérique du Nord-Chine).